# Лукринско езеро
Лукринско езеро (на италиански: Lago di Lucrino) се намира в Кампания, Южна Италия – на около 3 км. от езерото Аверно.
Езерото е разделено от морето от тясна ивица земя, по която минават крайбрежен път и железопътна линия. Пътят се намира върху насип издигането, на който се приписва на Херкулес. Марк Випсаний Агрипа свързва Лукринското езеро и езерото Аверно с канал изграждайки вътрешно пристанище наречено „Порт Юлий“, споменато от Вергилий в произведението „Георгики“.
В днешно време размерът на езерото (познато също като „maricello“ – „малко море“) е силно намалял с нарастването на вулканичния конус на вулкана Monte Nuovo през 1538 г. Размерите на предишната дига отделяща го от морето широка около половин километър, може да бъде лесно проследена от водолази. В най-дълбоката си точка езерото достига до 5 метра.
В древноримската епоха езерото било използвано за туризъм. Бреговете му са били застроени с вили най-известната от които вила „Cumanum“, която била собственост на Цицерон и се намирала на източния му бряг. Останките от тази вила са погълнати от водата през 1538 г. Според Тацит през 59 г. Агрипина Млада успява да доплува до собствената си вила на езерния бряг, след неуспешния опит за убийството ѝ организирано от Нерон (Нерон поръчал корабът ѝ да бъде потопен).
Днес езерото се намира в административен район Поцуоли.